# Ставропольська площа
Ставропольська площа (рос. Ставропо́льская площадь) — колишня площа Санкт-Петербурга, що знаходилася між Ставропольською вулицею, Шпалерною вулицею і Таврійським провулком.

## Історія
У довіднику 1836 року позначена площа як Благовіщенський плац. Була названа в честь полкової церкви Благовіщення Пресвятої Богородиці Кінногвардійського полку, що знаходився в будівлі Кікіних палат. На плані 1849 року позначена площа як плац Гарнізонного батальйону. На площі проходили паради Гарнізонного батальйону полку. Останню назву було дано в 1872 році від Ставропольської вулиці.16 січня 1964 року назву було скасовано, хоча площа існує понині.